# Tasandeh
Tasandeh (em persa: تاسنده, também romanizada como Tāsandeh) é uma aldeia do distrito rural de Dehshal, situada no distrito central de Astaneh-ye Ashrafiyeh, na província de Gilan, no Irã. No censo de 2006, sua população era de 139, em 41 famílias.